# Незевай (Свердловская область)
Незевай — посёлок в Артёмовском муниципальном округе Свердловской области. Управляется Незеваевским сельским советом.

## География
Посёлок располагается в 16 километрах на северо-запад от города Артёмовский при одноимённой станции.

### Часовой пояс
Незевай, как и вся Свердловская область, находится в часовой зоне МСК+2. Смещение применяемого времени относительно UTC составляет +5:00.

## История
Бывшая железнодорожная станция (ныне — остановочный пункт) Свердловской железной дороги на участке Егоршино-Алапаевск. Необычное название посёлка восходит ко времени строительства железной дороги: считается, что фразу «Не зевай!» выкрикивали машинисты проезжающих поездов, сбавляя скорость и давая возможность пассажирам спрыгнуть на ходу.

## Население
| 2002 | 2010 | 2021 |
| ---- | ---- | ---- |
| 616  | ↗621 | ↘493 |

## Инфраструктура
В посёлке располагается 14 улиц (Железнодорожная, Заводская, Зелёная, Новая, Октябрьская, Первомайская, Пионерская, Полевая, Привокзальная, Прифермская, Рабочая, Садовая, Совхозная, Школьная) и переулок Кузнечный.